# マイ・ブラザー (2009年の映画)
『マイ・ブラザー』（原題: Brothers）は、2009年のアメリカ映画。スザンネ・ビア監督のデンマーク映画『ある愛の風景』（2004年）をリメイク。

## ストーリー
米軍大尉のサムは正義感溢れる優しい人物で、愛する妻グレースと二人の娘と共に幸せな家庭を築いていた。だが、彼の弟のトミーは対照的な人物で、銀行強盗を犯したため刑務所に収監されていた。そんなある日、サムはアフガニスタンの戦地へ出征しなければならなくなり、一方のトミーは刑務所から出所するのだった。しばらくして、サムが戦死したとの報せがグレースの元に届く。悲しみに暮れるグレースを見たトミーは、彼女らの助けになるよう努力する。そんなトミーの存在がグレースの悲しみを癒していき、トミー自身もグレースと接することで自分が変わっていくのを感じるのだった。だが、そんな彼らの元に、死んだはずのサムが戻ってくる。戦死したという報せは間違いだったのだ。喜ぶトミーとグレースだったが、サムは戦場での体験が原因で、PTSDを患いパニックが起きるようになってしまった。

## キャスト
| 役名               | 俳優                     | 日本語吹替 |
| ------------------ | ------------------------ | ---------- |
| サム・ケイヒル     | トビー・マグワイア       | 土田大     |
| トミー・ケイヒル   | ジェイク・ジレンホール   | 高橋広樹   |
| グレース・ケイヒル | ナタリー・ポートマン     | 高橋理恵子 |
| ハンク・ケイヒル   | サム・シェパード         | 小島敏彦   |
| エルシー・ケイヒル | メア・ウィニンガム       | 林佳代子   |
| イザベル・ケイヒル | ベイリー・マディソン     | 諸星すみれ |
| マギー・ケイヒル   | テイラー・ギア           | 釘宮理恵   |
| カヴァゾス少佐     | クリフトン・コリンズ・Jr | 三宅健太   |
| キャシー・ウィリス | キャリー・マリガン       | 羽飼まり   |